# Erythrodiplax laurentia
Erythrodiplax laurentia is een libellensoort uit de familie van de korenbouten (Libellulidae), onderorde echte libellen (Anisoptera).
De wetenschappelijke naam Erythrodiplax laurentia is voor het eerst geldig gepubliceerd in 1942 door Donald J. Borror.